# Associazione Calcio Arezzo 1997-1998
Questa pagina raccoglie le informazioni riguardanti l'Associazione Calcio Arezzo nelle competizioni ufficiali della stagione 1997-1998.

## Rosa
| N. |                   | Ruolo | Calciatore        |
| -- | ----------------- | ----- | ----------------- |
|    | Italia (bandiera) | C     | Matteo Baiocchi   |
|    | Italia (bandiera) | A     | Alessio Balducci  |
|    | Italia (bandiera) | A     | Roberto Balducci  |
|    | Italia (bandiera) | D     | Davide Barni      |
|    | Italia (bandiera) | C     | Luca Campanile    |
|    | Italia (bandiera) | C     | Luca Cerqueti     |
|    | Italia (bandiera) | D     | Daniele Chiarini  |
|    | Italia (bandiera) | C     | Andrea Cipolli    |
|    | Italia (bandiera) | D     | Marco Di Loreto   |
|    | Italia (bandiera) | A     | Federico Firli    |
|    | Italia (bandiera) | D     | Riccardo Foschi   |
|    | Italia (bandiera) | A     | Gabriele Graziani |
|    | Italia (bandiera) | C     | Luca Grilli       |

| N. |                   | Ruolo | Calciatore            |
| -- | ----------------- | ----- | --------------------- |
|    | Italia (bandiera) | A     | Alessandro Lupo       |
|    | Italia (bandiera) | D     | Nicola Marfeo         |
|    | Italia (bandiera) | D     | Rudy Mearini          |
|    | Italia (bandiera) |       | Micheli               |
|    | Italia (bandiera) | C     | Lauro Minghelli       |
|    | Italia (bandiera) | D     | Stefano Mundula       |
|    | Italia (bandiera) | A     | Giuseppe Niola        |
|    | Italia (bandiera) | C     | Leonardo Palmieri     |
|    | Italia (bandiera) | A     | Corrado Pileddu       |
|    | Italia (bandiera) | C     | Cristiano Signorini   |
|    | Italia (bandiera) | D     | Gabriele Spinelli (I) |
|    | Italia (bandiera) | C     | Luciano Tazzi         |
|    | Italia (bandiera) | P     | Michele Tardioli      |